# Squadra irlandese di Fed Cup
La squadra irlandese di Fed Cup rappresenta l'isola di Irlanda nella Fed Cup, ed è posta sotto l'egida della Tennis Ireland.
Essa partecipa alla competizione dal 1964 entrando nel tabellone principale a 32 squadre in diverse occasioni. Dalla riforma della formula della competizione nel 1995 la squadra non ha mai superato le fasi zonali.
Anche le tenniste dell'Irlanda del Nord sono selezionabili per la squadra irlandese.

## Organico 2011
Aggiornato ai match del gruppo III (4-7 maggio 2011). Fra parentesi il ranking della giocatrice nei giorni della disputa degli incontri.
- Amy Bowtell (WTA numero 598)
- Julia Moriarty (WTA numero 826)
- Lynsey McCullough (WTA #)
- Sinead Lohan (WTA #)

## Ranking ITF
- Il prossimo aggiornamento del ranking è previsto per il mese di febbraio 2012.

| Irlanda nel Ranking ITF (aggiornata al 7 novembre 2011) |               |        |                            |
| Pos                                                     | Squadra       | Punti  | Gruppo                     |
| 76                                                      | Montenegro    | 128.00 | Gruppo II - Europa/Africa  |
| 77                                                      | Malaysia      | 116.25 | Gruppo II - Asia/Oceania   |
| 78                                                      | Pakistan      | 113.00 | Gruppo II - Asia/Oceania   |
| 79                                                      | Irlanda       | 105.00 | Gruppo III - Europa/Africa |
| 80                                                      | Liechtenstein | 103.50 | Gruppo III - Europa/Africa |
| 81                                                      | Lituania      | 102.50 | Gruppo III - Europa/Africa |
| 82                                                      | Oman          | 90.00  | Gruppo II - Asia/Oceania   |